# 群馬県立境高等学校
群馬県立境高等学校（ぐんまけんりつさかいこうとうがっこう）は、群馬県佐波郡境町（現在の伊勢崎市）に存在していた県立高校。女子高である。群馬県立伊勢崎東高等学校と統合し、群馬県立伊勢崎高等学校が開校した後、閉校した。

## 概要
群馬県立境高等学校は、1906年、境町女子実業補習学校として開校した。校内には、「境高校のトウカエデ」と呼ばれる群馬県指定天然記念物（1992年5月15日指定）がある。当校閉校後は、群馬県立伊勢崎高等特別支援学校として利用されている。

## 沿革

### 略歴
群馬県立境高等学校は、境町女子実業補習学校として1906年設立された。その後、1926年に群馬県境町実科高等女学校に改組し、1942年に群馬県境高等女学校となった。1948年3月に群馬県に移行し、群馬県立境高等女学校となり、同年4月に学制改革により新制高等学校である群馬県立境高等学校が開校、同時に新制中学校を併設した。同時に併設された中学校は、1949年に廃止された。1949年、男女共学となり、定時制課程が設置された。1955年に全日制課程において男子の募集を廃止し、1980年に定時制課程を廃止した。2005年、当校と群馬県立伊勢崎東高等学校を統合した群馬県立伊勢崎東高等学校が開校し、同時に生徒募集を停止した。2007年3月、最後の生徒の卒業をもって100年近くの歴史に幕を下ろした。

### 年表
- 1906年
  - 5月16日 - 境町女子実業補習学校認可
  - 6月1日 - 境町女子実業補習学校開校
- 1924年12月1日 - 境町実践女学校と改称
- 1926年
  - 3月25日 - 群馬県境町実科高等女学校（2年制）設立認可[2]
  - 3月31日 - 境町実践女学校廃校
  - 4月1日 -  群馬県境町実科高等女学校開校
- 1927年4月1日 - 修業年限を4年に変更
- 1930年3月17日 - 本科及び選科の卒業生に対し、小学校裁縫専科正教員無試験検定の資格認可
- 1942年4月1日 - 高等女学校への移行により群馬県境高等女学校と改称[3]
- 1947年4月1日 - 修業年限を5年に変更
- 1948年
  - 3月1日 - 群馬県に移管。群馬県立境高等女学校と改称
  - 4月1日 - 学制改革により群馬県立境高等学校設立。新制中学校を併設
  - 4月10日 - 群馬県立境高等学校開校
- 1949年
  - 3月31日 - 併設中学校を廃止
  - 4月1日 - 男女共学制実施。定時制課程（夜間）を併設
- 1955年4月1日 - 全日制課程にて男子の募集を廃止
- 1977年4月1日 - 定時制課程の募集を停止
- 1980年3月31日 - 定時制廃止
- 1989年4月1日 - 類型制（Ａ類型商業科目重点、Ｂ類型文系科目重点）導入
- 1992年4月1日 - 類型呼称変更（情報経理コース、普通コース）
- 2004年4月1日 - 生徒募集を停止
- 2004年10月29日 - 創立100周年記念式典挙行
- 2005年4月1日 - 群馬県立伊勢崎東高等学校（男子校）との統合により群馬県立伊勢崎東高等学校（男女共学校）が開校
- 2007年3月31日 - 廃校

## 基礎データ

### 所在地
- 群馬県伊勢崎市境492

### 学科
- 普通科

### アクセス
- 東武鉄道伊勢崎線境町駅下車

#### 制服
- 冬服 ブレザー
- 夏服 ブレザー

## 部活動

### 運動部
- テニス部
- 陸上部
- 卓球部
- バドミントン部

### 文化部
- 音楽部
- 天文部
- 演劇部
- 手芸部
- 和食研究部